# 抱犊山石窟及石刻
抱犊山石窟及石刻，位于中国河北省石家庄市抱犊山，为石家庄市鹿泉市的一个省级文物保护单位，类型为石窟寺，公布时间为1993年7月15日。
抱犊山石窟及石刻的历史年代为唐、宋。